# زیرقلعه
زیرقلعه یا زیل‌قلعه (ترکی استانبولی: Zilkale) قلعه‌ای است تاریخی در شهرستان چاملی‌همشین در استان ریزه در شرق ترکیه. این قلعه در دره‌ای به نام دره فِرتِنه (دره توفانی) واقع شده‌است. باور بر این است که این قلعه در سده چهارده یا پانزده میلادی بنیاد شده‌است. زیرقلعه در ارتفاع ۱۱۳۰ متری در لبه پرتگاهی مشرف بر دره فرتنه ساخته شده‌است. زیرقلعه سه ردیف دیوار (بیرونی، میانی، و درونی) دارد. در قلعه جایگاهی برای استقرار نظامیان و مکانی که احتمالاً کلیسا بوده وجود دارد.
در مورد ریشه نام این قلعه دو روایت وجود دارد. یکی این‌که از فارسی «زیر+قلعه» گرفته شده و به معنی قلعه‌ای است که در پایین (زیر) دره قرار دارد. دیگری این‌که از ترکی «زیل+قلعه» گرفته شده و به معنای قلعه زنگ است.